# Готфрід III (граф Лувену)
Готфрід III (VI) Сміливий (нід. Godfried III de Moedige, нім. Gottfried III.; 1141/1142 — 1190) — 9-й граф Лувена, 4-й ландграф Брабантський і граф Брюссельський (як Готфрід III) в 1142—1190 роках, маркграф Антверпенський і герцог Нижньої Лотарингії в 1142—1190 роках (як Готфрід VII, але з врахуванням віцегерцога Готфріда — рахується Готфрідом VIII).

## Життєпис
Походив з Лувенського дому. Єдиний син Готфріда VI, герцога Нижньої Лотарингії, та Ліутгарди Зульцбаської. Народився у 1141 або 1142 році. Невдовзі помер батько. Малий вік нового герцога призвів до боротьби за опіку та регентство. За допомоги Тьєрі I, графа Фландрії, давнього союзника діда Готфріда — Готфріда V — вдалося зберегти та підтвердити усі права й титули. Але натомість Готфрід III (VI) вимушений був визнати Тьєррі I своїм сюзереном. 1147 року був присутній на коронації Генріха Беренгара в Аахені.
Досягши повноліття Готфрід III почав активно боротися з сеньйорами Гримбергена, з якими вступив у суперечку ще його батько. У 1158 році одружився з представницею Лімбурзького дому, завершивши тим самим тривале протистояння між родами. 1159 року Готфріду III вдалося захопити та знищити мотт (укріплення) Гримбергену, внаслідок чого завершилася тривала війна.
1171 року намагався втрутитися у справи графства Ено, проте невдало. Після смерті першої дружини 1172 року одружився вдруге. 1179 року викупив графство Арсхот.
У 1182—1184 роках здійснив прощу до Єрусалиму. Завдяки успішним військовим кампаніям герцогству підкорилися 1184 року — графство Жодонь і 1189 року — графство Дюрас.
Помер 1190 року. Йому спадкував старший син Генріх. Після смерті Готфріда III титул герцога Нижньої Лотарингії було оголошений таким, що не має володарювання.

## Родина
1 Дружина — Маргарита, донька Генріха II, герцога Лімбурзького
Діти:
- Генріх (1165—1235), 1-й герцог Брабантський
- Альбрехт (1166—1192), єпископ Льєжа

2 Дружина — Імажина, донька Людовика I, графа Лоона
Діти:
- Вільгельм (бл. 1180 — після 1224), сеньйор Перве
- Годфрід (д/н—1225/1226), сенешаль, родоначальник англійської гілки Лувенського дому